# Podaljšana petstrana ortobirotunda
| Podaljšana petstrana ortobirotunda | Podaljšana petstrana ortobirotunda              |
| ---------------------------------- | ----------------------------------------------- |
|                                    |                                                 |
| Vrsta                              | Johnsonovo telo J41-J42-J43                     |
| Stranske ploskve                   | 2.10 trikotnikov 2.5 kvadratov 2+10 petkotnikov |
| Oglišča                            | 40                                              |
| Robovi                             | 80                                              |
| Konfiguracija oglišča              | 20(3.42.5) 2.10(3.5.3.5)                        |
| Grupa simetrije                    | D5h                                             |
| Dualni polieder                    | -                                               |
| Lastnosti                          | konveksna                                       |
| Slika oglišč                       |                                                 |

Podaljšana petstrana ortobirotunda je eno izmed Johnsonovih teles (J42). Kot že ime kaže jo dobimo tako, da podaljšamo petstrano ortobirotundo (J34) tako, da dodamo desetstrano prizmo med njeni skladni polovici. Z vrtenjem ene izmed petstranih rotund za 36º pred dodajanjem, dobimo podaljšano petstrano girobirotundo (J43)

## Prostornina in površina
Naslednji izrazi za prostornino (V) in površino (P) so uporabni za vse stranske ploskve, ki so pravilne in imajo dolžino roba 1:

{\displaystyle V={\frac {1}{6}}(45+17{\sqrt {5}}+15{\sqrt {5+2{\sqrt {5}}}})a^{3}\approx 21,5297...a^{3}}
{\displaystyle P=10+{\sqrt {30(10+3{\sqrt {5}}+{\sqrt {75+30{\sqrt {5}}}}}})a^{2}\approx 39,306...a^{2}}